# Олимпијакос
Олимпијакос је спортско друштво из Пиреја. У оквиру СД Олимпијакос делују фудбалски, кошаркашки, ватерполо, стрељачки, атлетски, пливачки, боксерски, стонотениски, једриличарски, рвачки, тениски, веслачки и клуб за дизање тегова.
У готово свим клубовима играли су и југословенски и српски спортисти, а у најпопуларнијем, фудбалском, јак траг је, као тренер, оставио Душан Бајевић. Такође је српски фудбалер Предраг Ђорђевић оставио дубок траг у ФК Олимпијакосу, где је провео чак 13 година и био капитен. Још један сјајан фудбалер је Дарко Ковачевић, који је играо за Олимпијакос од 2007. до 2008. године, а сада је директор фудбалског одељења.

## Клубови
- ФК Олимпијакос
- КК Олимпијакос
- ОК Олимпијакос
- ВК Олимпијакос